# ジャック・ニコレ

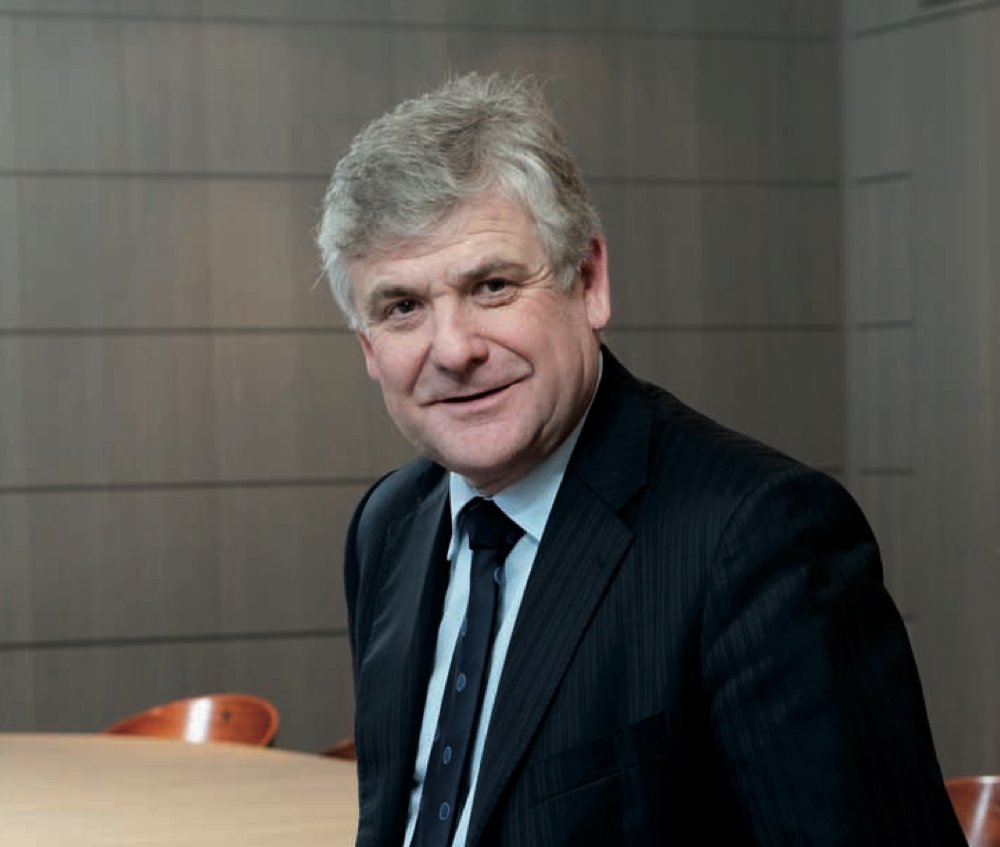
ジャック・ニコレ（2011年）

ジャック・ニコレ（Jacques Nicolet、1956年4月5日 - ）は、フランス・ヴォクリューズ県ジゴンダス出身のフランス人の実業家でレーシングドライバーである。1994年にアラン・タラヴェラと共同で設立した、フランスの不動産証券化と開発を行う企業であるアルタレア・SCAの監査役会の会長を務めている。1984年から1994年まで「ピエール＆ヴァカンセ」グループの開発ディレクターを務めていた。FIA 世界耐久選手権とル・マン24時間レースに参戦するレーシングチームであるオーク・レーシングのオーナーでもある。

## レースでのキャリア
ヒストリックカー・レースからニコレのレース人生は始まった。ニコレは2001年から2006年までV de Vのヒストリックカーのシリーズに参戦していた。2003年に、耐久レース用のクラシックカーを後世に責任を持って残していくための「ヘリテージ・レーシングカーズ（歴史的遺産としてのレーシングカー）」を組織した。2006年末に、ニコレはソルニエ・レーシングを買収した。彼は、買収したレーシングチームによるル・マン・シリーズとル・マン24時間レースの参戦を始めた。2008年には、ペスカロロ・スポールのアンリ・ペスカロロと提携してペスカロロ自動車を創った。2009年に、ソルニエ・レーシングを基に「オーク・レーシング・マツダチーム・フランス」へ、ヘリテージ・レーシングカーズを基に「オーク・レーシング・ヘリテージ」にチームを改組する形で、オーク・レーシングを設立した。

## レース戦績

### ル・マン24時間レース
| 年     | チーム                                    | コ・ドライバー                                  | 使用車両                        | クラス | 周回 | 総合順位 | クラス順位 |
| ------ | ----------------------------------------- | ----------------------------------------------- | ------------------------------- | ------ | ---- | -------- | ---------- |
| 2007年 | ソルニエ・レーシング                      | アラン・フィルオル ブルース・ジュアニー         | クラージュ・LC75-AER            | LMP2   | 224  | DNF      | DNF        |
| 2008年 | ソルニエ・レーシング                      | マルク・ファッジオナート リシャール・エイン     | ペスカロロ・01-ジャッド         | LMP1   | 311  | 26th     | 12th       |
| 2009年 | オーク・レーシング チームマツダ・フランス | リシャール・エイン ジャン＝フランソワ・イヴォン | ペスカロロ・01-マツダ           | LMP2   | 325  | 20位     | 3位        |
| 2010年 | オーク・レーシング                        | リシャール・エイン ジャン＝フランソワ・イヴォン | ペスカロロ・01-ジャッド         | LMP2   | 341  | 9位      | 4位        |
| 2011年 | オーク・レーシング                        | リシャール・エイン ジャン＝フランソワ・イヴォン | OAK ペスカロロ・01 Evo-ジャッド | LMP1   | 119  | DNF      | DNF        |
| 2012年 | オーク・レーシング                        | マティウー・ラーイェ オリヴィエ・プラ           | モーガン・LMP2-ジャッド         | LMP2   | 139  | DNF      | DNF        |
| 2013年 | オーク・レーシング                        | ジャン＝マルク・メルラン フィリップ・モンドロー | モーガン・LMP2-日産             | LMP2   | 248  | DNF      | DNF        |
| 2015年 | オーク・レーシング                        | ジャン＝マルク・メルラン エリック・マリ         | リジェ・JS P2-日産              | LMP2   | 328  | 29位     | 11位       |
| 2017年 | ユーラシア・モータースポーツ              | ピエール・ニコレ エリック・マリ                 | リジェ・JS P217-ギブソン        | LMP2   | 341  | 15位     | 13位       |
| 2018年 | ジャッキー・チェン・DCレーシング          | デビッド・チェン ニコラス・ブール               | リジェ・JS P217-ギブソン        | LMP2   | 355  | 12位     | 8位        |

### 世界耐久選手権
| 年     | チーム             | 使用車両       | クラス | 1     | 2     | 3       | 4     | 5     | 6     | 7     | 8     | 順位 | ポイント |
| ------ | ------------------ | -------------- | ------ | ----- | ----- | ------- | ----- | ----- | ----- | ----- | ----- | ---- | -------- |
| 2012年 | オーク・レーシング | モーガン・LMP2 | LMP2   | SEB 2 | SPA 4 | LMS Ret | SIL 4 | SÃO 3 | BHR 4 | FSW 3 | SHA 3 | 4位† | 100†     |
| 2013年 | オーク・レーシング | モーガン・LMP2 | LMP2   | SIL 8 | SPA 6 | LMS Ret | SÃO 5 | COA 8 | FSW 9 | SHA 6 | BHR 5 | 6位  | 51       |
| 2015年 | オーク・レーシング | リジェ・JS P2  | LMP2   | SIL 5 | SPA 6 | LMS 11  | NÜR   | COA   | FSW   | SHA   | BHR   | 14位 | 34       |

† この年はドライバーズ選手権が懸けられていなかったため、結果はLMP2耐久ドライバーズトロフィーの順位を示しているわけではない。